# ألما لويد
ألما لويد (بالإنجليزية: Alma Lloyd)‏ هي ممثلة أمريكية، ولدت في 3 أبريل 1914 في لوس أنجلوس في الولايات المتحدة، وتوفيت في 14 يونيو 1988.

## وصلات خارجية
- ألما لويد على موقع IMDb (الإنجليزية)
- ألما لويد على موقع قاعدة بيانات الفيلم (الإنجليزية)